# Masters of the Universe
Masters of the Universe — альбом-компиляция из четырёх синглов, рок-группы Pulp, вышедший в 1994 году.

## Об альбоме
Masters of the Universe компиляция из четырёх синглов изданных на лейбле Fire Records между 1985 и 1987 годами, исключая «Silence», которая не была внесена в трек-лист по просьбе Джарвиса Кокера.

## Список композиций
1. «Little Girl (With Blue Eyes)» — 3:28
2. «Simultaneous» — 4:09
3. «Blue Glow» — 3:06
4. «The Will to Power» — 3:25
5. «Dogs Are Everywhere» — 4:53
6. «The Mark of the Devil» — 4:36
7. «97 Lovers» — 4:30
8. «Aborigine» — 4:53
9. «Goodnight» — 5:08
10. «They Suffocate at Night» — 6:19
11. «Tunnel» — 8:13
12. «Master of the Universe» (sanitised version) — 3:23
13. «Manon» — 3:33

## Участники записи
- Джарвис Кокер — вокал, гитара
- Расселл Сениор — гитара, скрипка, вокал в «The Will to Power»
- Кандида Дойл — клавишные, бэк-вокал
- Питер Манселл — бас-гитара
- Магнус Дойл — ударные